# Bedburg
Bedburg er en by i kreisen Rhein-Erft-Kreis, Nordrhein-Westfalen, Tyskland. Byen blev første gang nævnt i dokumenter i 893.